# Auvergne-i Vilmos
Auvergne-i Vilmos (latinul: Guillelmus Alvernus, franciául: Guillaume d'Auvergne), vagy Párizsi Vilmos (franciául: Guillaume de Paris), (Aurillac, 1180 körül – Párizs, 1249) középkori francia teológus, Párizs püspöke.
Aurillacban született, majd Párizsban tanított teológiát. IX. Gergely pápa tette 1228-ban Párizs püspökévé, ahol 21 évnyi szolgálat után, 1249-ben hunyt el. Tekintélyes teológiai életművet hagyott maga után, amelyből filozófiai szempontból jelentős a De primo principio (1228 körül), a De anima (1230), és a De universo (1231/36 k.).